# Cerodontha sudzukhensis
Cerodontha sudzukhensis este o specie de muște din genul Cerodontha, familia Agromyzidae, descrisă de Zlobin în anul 1993. Conform Catalogue of Life specia Cerodontha sudzukhensis nu are subspecii cunoscute.